# Serixia matangensis
Serixia matangensis là một loài bọ cánh cứng trong họ Cerambycidae.